# Фрідріх II (герцог Лотарингії)
Фрідріх (Феррі) II (нім. Friedrich II., фр. Ferry II; бл. 1162 — 10 жовтня 1213) — герцог Лотарингії в 1206—1213 роках. Також розглядають його як Фрідріха V, рахуючи від перших герцогів Верхньої Лотарингії.

## Життєпис
Походив з Лотаринзького дому. Старший син Фрідріха де Біч та Людмили П'яст. Народився близько 1162 року. 1188 року оженився на представниці роду Скарпоннів (графів де  Бар), отримавши як посаг Аманс, Лонгві і Стейне. 1197 року був прихильником Філіппа Гогенштауфена.
У 1205 його стрийко — Симон II — зрікся престолу на користь Фрідріха. Але батько сам оголосив себе герцогом. Втім помер вже у 1206 році. Після цього Фрідріх став новим герцогом Лотаринзьким.
Невдовзі Фрідріх II в союзі з Бертрамом, єпископом Меца, почав війну зі своїм тестем Теобальдом I, графом Бара. Спочатку герцог сплюндрував околиці абатства Гоже та область Нефшато. Його суперник захопив замок Пріні та зруйнував замок Вік. 1208 року зазнав поразки й потрапив разом з братами Пилипом і Тьєррі у полон, де провів 7 місяців в ув'язненні.
Після цього спочатку був прихильником Оттона Вельфа, що став новим імператором. Але у 1212 році, після папського відлучення Оттона, герцог Лотарингії перейшов на бік його суперника Фрідріха Гогенштауфена.
Водночас продовжив конфлікт попередників щодо прав і привілеїв абатства Ремірмон. Остаточно примирення відбулося 1210 року. У 1212 році успішно воював проти ельзаського сеньйора Гартунга фон Вангена, якого у 1213 році змусив визнати свою зверхність. Того ж року Фрідірх II помер. Йому спадкував старший син Теобальд.

## Родина
Дружина — Агнеса, донька Теобальда I Скарпонн, графа Бара.
Діти:
- Теобальд (помер дитиною)
- Теобальд (д/н—1220), герцог Лотарингії
- Матьє (д/н—1251), герцог Лотарингії
- Якоб (д/н—1260), єпископ Меца
- Рейнальд (д/н—1274), граф Бліскателя
- Лоретта (д/н—після 1226), дружина Симона III де Саарбрюккен, графа де Лінанж
- Аліса (д/н—1242), дружина: 1) графа Вернера I фон Кібурга; 2) Готьє де Виньорі